# 哈夫韋 (馬里蘭州)
哈夫韋（英語：Halfway）是位於美國馬里蘭州華盛頓縣的一個普查規定居民點。

## 人口
根據2020年美國人口普查的數據，哈夫韋的面積為11.78平方千米，當中陸地面積為11.78平方千米，而水域面積為0.00平方千米。當地共有人口11896人，而人口密度為每平方千米1,009.85人。